# Titularbistum Nea Aule
Nea Aule war eine antike Stadt in der römischen Provinz Asia in der westlichen Türkei. Heute befindet sich dort der Ort Alaşehir.
Nea Aule ist ein ehemaliges Bistum der römisch-katholischen Kirche und heute ein Titularbistum. Es gehörte der Kirchenprovinz Ephesos an

## Titularbischöfe von Nea Aule
| Titularbischöfe von Nea Aule |                              |                                               |                 |               |
| Nr.                          | Name                         | Amt                                           | von             | bis           |
| 1                            | Arnaud-François Lefèbvre MEP | Apostolischer Vikar von Cochinchina (Vietnam) | 6. Oktober 1741 | 27. März 1760 |